# Giovanna Daponte
Giovanna Daponte (též psáno Giovanna da Ponte) je velká romantická opera o třech dějstvích a šesti obrazech českoněmeckého skladatele Julia Huga Benoniho. Libreto napsal Johann Otto Prechtler na námět dramatu Franze Hermanna von Hermannsthala: Ziani und seine Braut. Premiéru měla 10. února 1855 v pražském Stavovském divadle.

## Vznik a historie

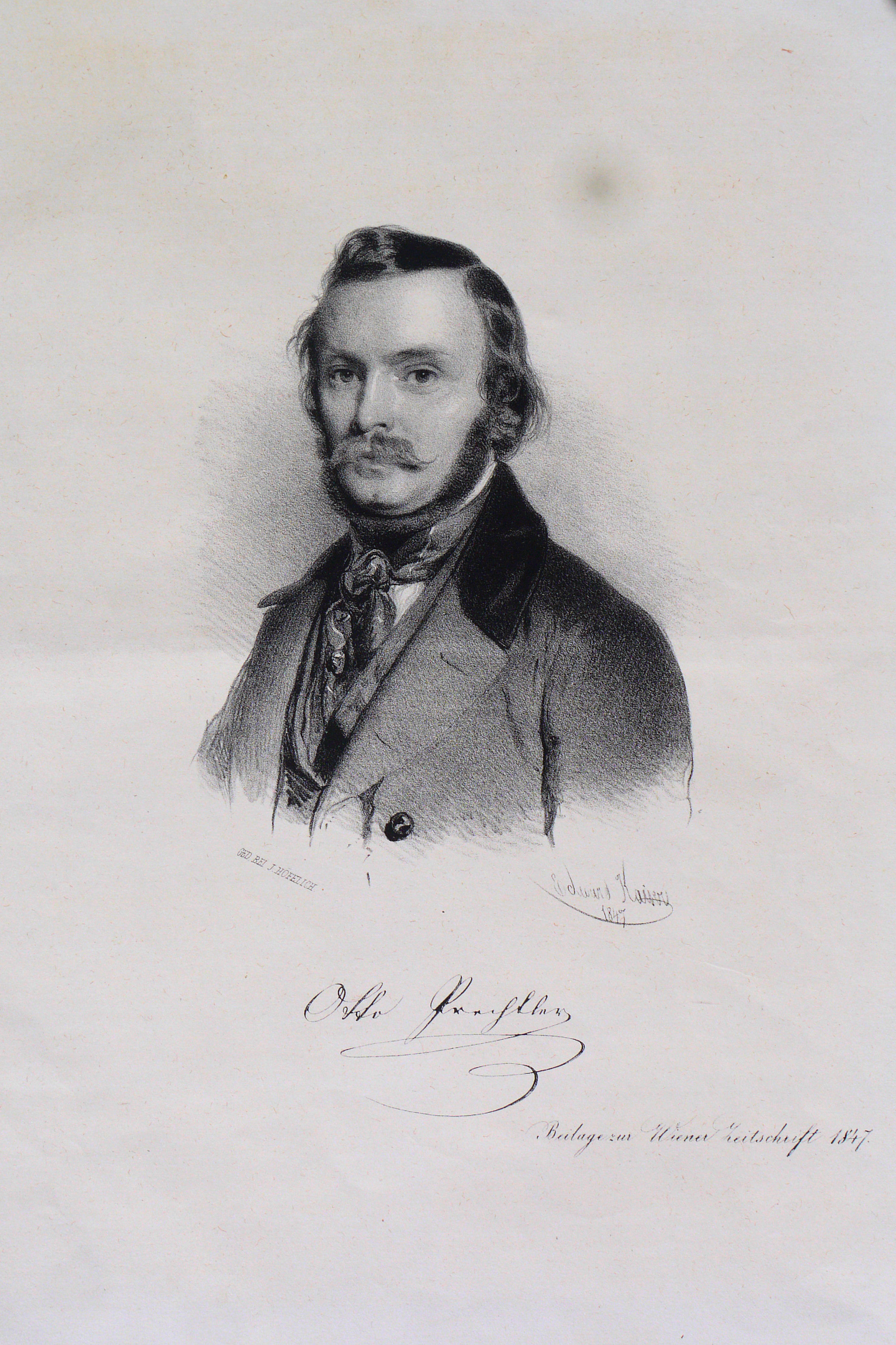
Johann Otto Prechtler, autor libreta k opeře Giovanna Daponte. Kamenorytina Eduarda Kaisera z roku 1847.

Giovanna Daponte je čtvrtá zpěvohra skladatele Julia Benoniho (1832–po 1862), rodáka ze Střelských Hoštic. Benoni byl uveden do vídeňské šlechtické společnosti jako „zázračné dítě“ ve svých deseti letech hraběnkou Amalií Taaffovou, stal se žákem Šimona Sechtera a Gaetana Donizettiho a vedle komorních a církevních skladeb uvedl ve Vídni roku 1847 komickou jednoaktovku Die Wunderblume, již hráli v Taaffovském paláci ochotníci z řad vysoké šlechty, a roku 1851 pak operu Emma ossia Il protettore invisibile na italský text Bartolomea Merelliho, která byla uvedena tentokrát profesionálně v divadle u Korutanské brány.
K opeře Giovanna Daponte napsal Benonimu libreto známý vídeňský dramatik a libretista Otto Prechtler podle Hermannsthalovy úspěšné historické tragédie z roku 1847; v Praze byl znám mimo jiné jako libretista ve své době velmi úspěšné opery Josefa Netzera Mara (1841) a opery Carla Ferdinanda Füchse Johannes Gutttenberg (1843). Dvacetiletý Benoni zadal svou operu pražskému divadlu již na podzim roku 1853, ale změny v souboru způsobily, že byla uvedena až počátkem roku 1855. Jako svou benefici ji uvedl první kapelník divadla František Škroup.
Premiéra 10. února 1855 byla početně navštívena a měla poměrný úspěch. Přítomný skladatel byl podle zvyku po každém aktu vyvoláván – i když, jak píše Bohemia, „nikoli bez jisté opozice“. Spíše než hudba samotná přispěla k úspěchu večera oblíbená pěvkyně Luise Meyerová, která byla angažována do Prahy roku 1854 a již roku 1856 se stala členkou Dvorské opery ve Vídni, kde velmi úspěšně působila až do konce své divadelní kariéry. Repríza 15. února již byla navštívena řídce a potlesk běžného publika sklidila prakticky jen obtížná velká árie Luisy Meyerové v třetím dějství, která musela být o premiéře opakována. Vícekrát Giovanna Daponte uvedena nebyla; historik pražského divadla Oscar Teuber ji označil jako „mrtvě narozenou novinku“.
Neúspěchem této opery prakticky skončila hudební kariéra „druhého Mozarta“ Julia Benoniho, o němž dále mizí zprávy; zemřel někdy po roce 1862.

## Osoby a první obsazení

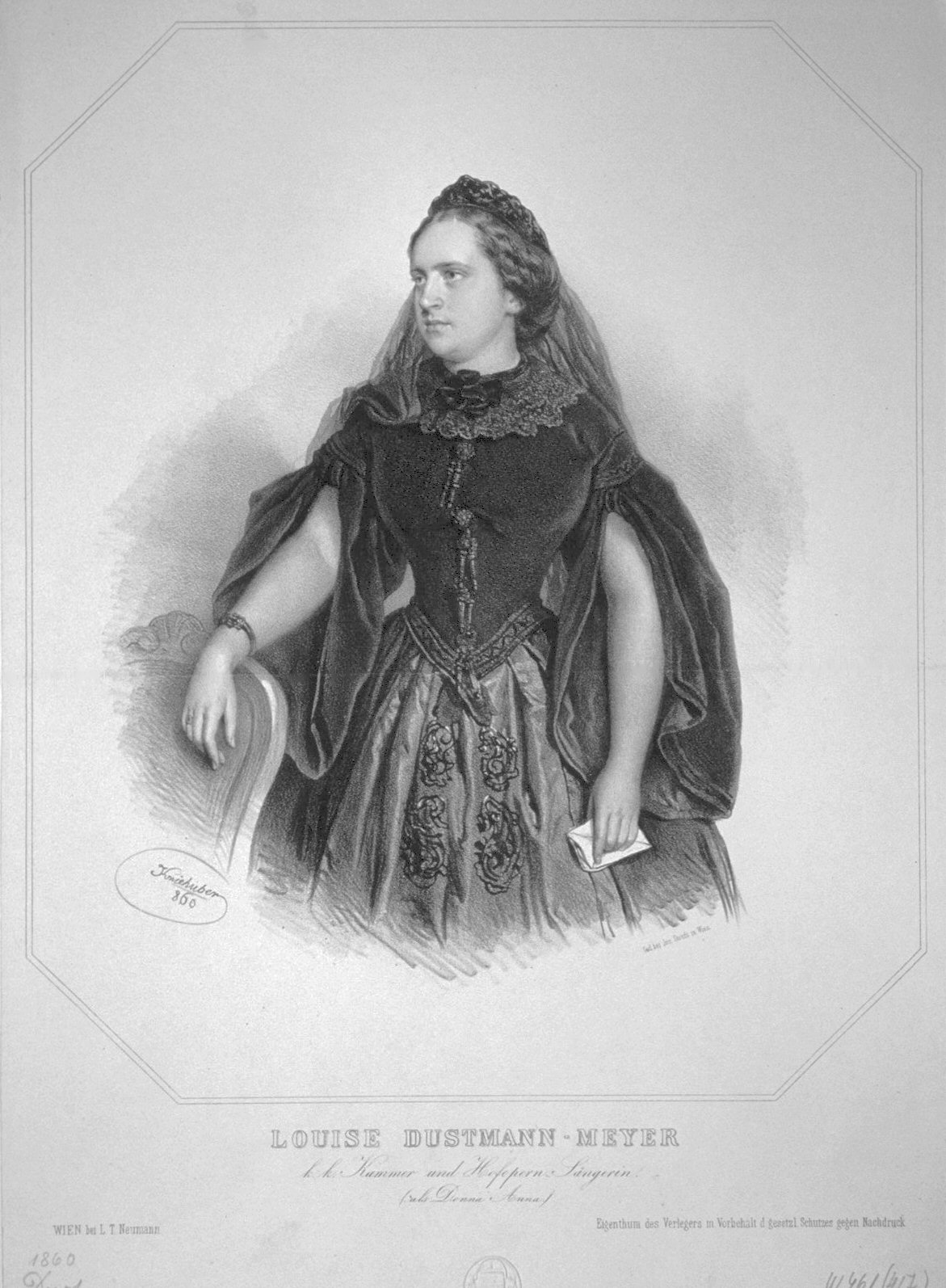
Luise Dustmannová-Meyerová, první představitelka Giovanny Daponte. Rytina Josefa Kriehubera z roku 1860.

| osoba | hlasový obor | premiéra (10.2.1855).        |
| --- | ------------ | ---------------------------- |
| Vitale Micheli, dóže benátský | němá role    | Karl (Carl) Wilhelm Fischer  |
| Bianca, jeho dcera | soprán       | Clotilde Gautsch             |
| Fernando, jeho synovec | tenor        | Schmid                       |
| Ziani, velitel benátského vojska | tenor        | Josef Reichel                |
| Malapiero, vyslanec na byzantském dvoře a Zianiho přítel | bas          | Ignác Illner                 |
| Bartolomeo Daponte, benátský rybář | baryton      | Heinrich Steinecke           |
| Giovanna, jeho dcera | soprán       | Marie Luise (Dustmann-)Meyer |
| Paolo, mladý rybář v Dapontově domě | mezzosoprán  | Buck (Buk)                   |
| První bandita | tenor        | Böhm                         |
| Druhý bandita | bas          | Karel Strakatý               |
| Třetí bandita | bas          | František Brava              |
| Družička | soprán       | Amalie Fries                 |
| Rybáři a lid benátský, členové Rady desíti, pregadi, Zianiho družina, ženy a služebnictvo v Zianiho paláci, družina dóžete, šlechtici a šlechtičny, pážata, gondoliéři |              |                              |
| Dirigent: František Škroup |              |                              |
| Režie: Karl (Carl) Wilhelm Fischer |              |                              |

## Děj opery
Odehrává se v Benátkách roku 1173.

### 1. dějství

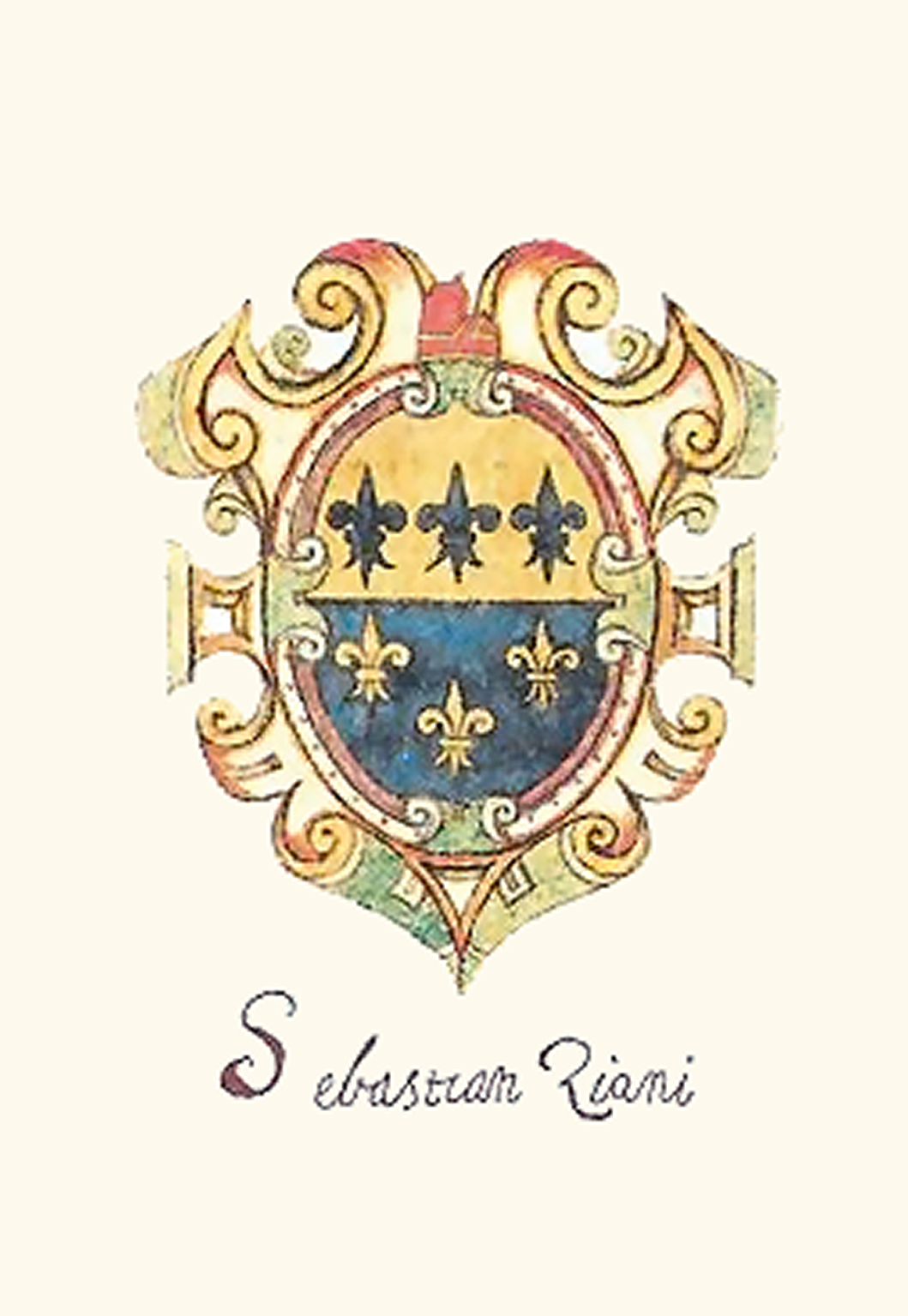
Rodový erb dóžete Sebastiana Zianiho

(1. obraz – Ostrov u Benátek s rybářskou chýší) U ostrova v dohledu Benátek přistává loď Zianiho, velitele benátského loďstva, který se vrací z války s byzantským císařem Manuelem. Námořníci i samotný Ziani zdraví rodnou zemi (sbor Ruhet Wellen, schweiget Winde… Willkommen, heimische Erde!). Ziani má zvláštní důvod, proč přistává zde: na tomto ostrově žije rybářská dívka Giovanna, jejím nápadníkem vojevůdce před odjezdem byl, aniž jí prozradil své jméno a postavení. Nyní se Ziani těší na znovushledání (recitativ a cavatina Ich seh' Dich wieder, trauliche Stätte… Hier in diesen Räumen).
Přichází však Giovannin otec Daponte, provázený mladým rybářem Paolem a dalšími sousedy. Šílí smutkem a hořekuje nad ztrátou všech svých dětí. Paolo sice zděšeného , že Giovanna zůstala naživu, ale pro otce to není žádnou útěchou. Daponte vypráví, že jeho tři synové zahlédli, jak dóže Vitale Micheli ve válce tajně prostřednictvím poslů vyjednává mír, a dóže je dal popravit, aby tuto skutečnost předčsně nevyzradili. Daponte přísahá dóžeti pomstu (Dapontova árie se sborem, recitativ a stretta Ich stand im Kreise der Meinen… Drei Söhne zogen in die Schlacht… Schmach und Tod sei ihm geschworen!).
Rybáři raději Daponta odvádějí pryč od domu, kde mu vše připomíná ztracené syny. Ziani se ptá po Giovanně a Paolo mu prozrazuje, že se o ni ucházel, ale dívka zůstala věrná svému milému, který odešel do války. Ziani je touto zprávou potěšen, zato Paolo rezignovaně shledává, že se sokovým návratem jeho naděje hasne (duettino Süßes Wort, das ich vernommen!). Ziani volá a Giovanna, jež předchozí dění prodřímala, vychází z chatrče. Radostně se vítá se Zianim a Paolo zklamaně přihlíží (tercet Ja – sieh, ich bin's, mein Herz, mein Leben… Holdes Kind, nicht mir zu Füßen).
(2. obraz – Benátky, před kostelem svatého Marka) Lid se raduje z konce války (sbor Freudenlieder schallen wieder). Jen Daponte a jeho přátelé rybáři chmurně pozorují, jak na bohoslužbu díkuvzdání za mír přichází starý dóže v procesí, v němž jsou mimo jiné jeho dcera Bianca a synovec Fernando, jakož i Ziani a jeho přítel Malapiero. Dóže Vitale Micheli vstupuje do kostela, lid se modlí na ulici (preghiera Stieg' auf zum Himmel Dankgebet).
Daponte s podporou druhů vypráví svůj příběh a bouří lid proti starému dóžeti.  Když Micheli vyjde z chrámu, Daponte ho uprostřed davu zavraždí. Ziani hledá vraha. K činu se hlásí Daponte. Ziani v něm poznává Giovannina otce, ujímá se ho před rozvášněným davem a prohlašuje ho za pomateného a neodpovědného za své činy. Místo smrti nechť je Daponte potrestán jen vyhnanstvím z Benátek. Fernando a Bianca sice žalují, že vrah jejich otce a strýce vyvázne bez trestu, ale lid oblíbeným Zianim vyslovený trest akceptuje (kvintet a finále O Tag des Grau'ns, unsel'ge Stunde! … Laßt ihn frei! Er ist von Sinnen!).

### 2. dějství
(1. obraz – V Zianiho paláci) Po smrti dóžete hrozí nová válka s Byzancí. Malapiero v čele deputace přichází Zianimu oznámit jeho zvolení dóžetem (recitativa sbor Im Namen der Republik… Dem Sieger in der Schlacht). Ziani se obává, že by toto jmenování mohlo znamenat konec jeho vztahu s Giovannou, ale rozhoduje se jí nevzdat a chránit ji před celým světem (recitativ a árie Sie geben mir die Krone… Nein, ich kann Dich nicht verlassen).
Giovanna přišla na Zianiho vzkaz do paláce a teprve nyní poznává totožnost svého milence. Odevzdává se mu s důvěrou do ochrany (duet Zitt're nich und sei nicht bange). Neočekávaně však, v doprovodu Paola, přichází i vypuzený Daponte, který dává v sázku svůj život tím, že dosud neopustil Benátky, aby se naposledy setkal se svou dcerou. Následuje dojemné loučení (Dapontovo cantabile Es trifft der Fluch der Sünde a kvartet Mein Herz – mein Herz will brechen). Giovanna a Daponte se musí skrýt, když lid přichází odvést Zianiho k nastolení na dóžecí trůn (sbor Heil Dir Ziani! Ruhm und Segen!). Sotva Ziani odejde, sděluje Giovanna Paolovi svůj záměr odejít do vyhnanství spolu s otcem. Paolo se k nim přidá. O půlnoci se má dostavit s loďkou a odvézt Giovannu a Daponta ze Zianiho paláce (terzettino Ja, auf ewig will ich scheiden).

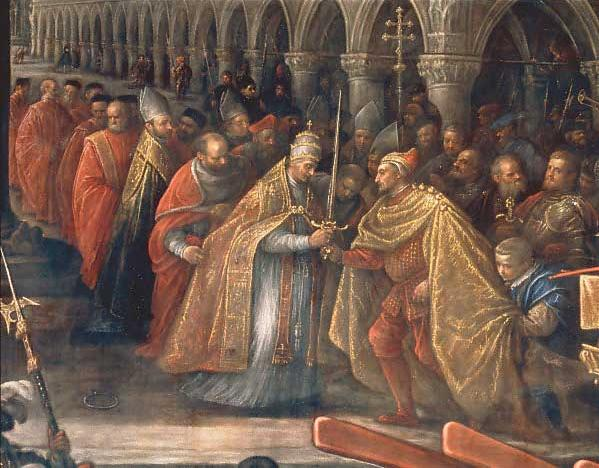
Papež Alexandr III. předává posvěcený meč benátskému dóžeti Sebastianu Zianimu. Obraz Francesca Bassana z roku 1592.

(2. obraz – Piazzetta v Benátkách před dóžecím palácem) Zní slavnostní pochod, lid provolává slávu novému dóžeti (sbor Schallet laut des Jubels Töne! … Dutzende Kränze… Heil Ziani! Heil dem Sieger!). Ziani chce dav oslovit, ale do toho zazní smuteční pochod . Je to pohřební průvod starého dóžete Vitala Micheliho (sbor Der Mörder lebt zur Stunde). Malapiero vytýká smutečním hostům, že ruší slavnost, ale Fernando veřejně obviňuje Zianiho: ton on prý zosnoval vraždu jeho strýce, čehož dokladem je, že se zastával vraha a ukrývá ho ve svém paláci, protože si chce vzít za ženu jeho dceru (cantabile Bei dieses Greises Leiche).
Dav žádá po Zianim vysvětlení. Ten opět obhajuje Daponta a prohlašuje svůj úmysl vzít si jeho dceru (v této chvíli se Giovanna příhodně objeví) za manželku, i kdyby jej to mělo stát dóžecí hodnost. Giovanna je odhodlána odčinit otcovu vinu svou smrtí, ale Ziani trvá na tom, aby se stala jeho nevěstou. Fernando a Bianca jsou pobouřeni přízní, již nový dóže věnuje rodině vraha svého předchůdce, a vyzývají ho, aby se vzdal své vášně ve prospěch veřejného blaha. Paolo ruší katastrofu a prosí Boha o pomoc. Slavnost nastolení dóžete tak končí rozkolem (kvintet se sborem Nehmt mich hin, laßt mich sie sühnen).

### 3. dějství
(1. obraz – Síň v Zianiho paláci s balkonem) Hodiny na věži svatého Marka odbíjejí půlnoc. Giovanna očekává Paola, který přijíždí na loďce pod balkon a upozorňuje na sebe romancí (Was stehst Du am Strand, Du süßes Kind). Družičky přicházejí Giovannu ověnčit, protože ještě dnes v noci s ní chce Ziani uzavřít sňatek (sbor Das Schiff, das Euch von hinnen trägt… Geschmückt ist der Altar'). Sotva ji však dívky opustí, hotoví se Giovanna s těžkým srdcem k útěku, vzdávajíc se svého miláčka v prospěch vlasti (árie Ich nehme den Kranz dom Haupte… Vaterland! ja Herz und Leben).
Ziani vchází, aby odvedl Giovannu v oltáři, ale současně sem vtrhne Malapiero a lid. K Benátkám se blíží řecké loďstvo a Ziani musí ihned vést své muže do bitvy. Dóže s nimi odchází. Giovanna vypouští svého otce z tajné komnaty, dává mu Zianiho čepec a plášť, aby nebyl poznán, a spolu přes balkon prchají na Paolovu loďku.
(2. obraz – Přístav u Zianiho paláce) Fernando se dvěma bandity se kradou ke Zianiho paláci. Mladík chce dóžete, kterého považuje za strůjce strýcovy smrti, ze msty zabít. Probodne však Daponta, kterého považuje podle úboru za Zianiho. Ziani přibíhá. Giovanna mu sděluje své rozhodnutí odejít. Dóže se ji snaží zadržet, ale na naléhání lidu musí spěchat, aby vyrazil s válečnou flotilou. Milenci si dávají sbohem. Ziani odchází k vojsku, na poslední Giovannin pozdrav se však otočí a běží za ní. Ale Giovanna se z loďky vrhne do moře a utone. Ziani je nejprve otřesen, pak však zvedne meč a vede Benátčany s nadšením do boje.